# Temple of the Dog

A Temple of the Dog egy amerikai együttes.

## Temple of the Dog
A projekt mára már beleégette magát a Soundgarden és a Pearl Jam történelmébe, s ezzel egyetlen lemezét a "musthave" (szabad fordításban: muszáj birtokolni) szó jellemzi leginkább.
1990-ben Andrew Wood (aki a Mother Love Bone énekesi posztját töltötte be) halála óriási csapás volt a Seattle-ben éppen akkoriban kibontakozó zene világában. A gyász hozta össze Wood szobatársát, Chris Cornellt (Soundgarden és Audioslave énekese) a korábbi havercsapatok (Green River, később Mother Love Bone) gitárosával (Stone Gossard) és basszerével (Jeff Ament). Cornell Andy haláláról írt két dalt (Say Hello 2 Heaven, Pushin Forward Back) , amit a "garden" dobosával (Matt Cameron, Soundgarden és Pearl Jam) megmutatott Gossardnak és Amentnek. Kis idő múlva Gossard összefutott régi cimborájával, a gitáros Mike McCready-vel (ő máig a Pearl Jam tagja), aki szintén beszállt a mostanára megalakult Temple of the Dog supergroupba. Cornell további dalokat írt, ekkor jött az ötlet, hogy kiadjanak egy emlék-kislemezt. Ezután felléptek az Off Ramp caféban, ahol öten előadták szerzeményeiket.
Ekkor került a képbe Eddie Vedder is, aki a Hunger Strike, a Pushin Forward Back, a Your Savior és a Four Walled World dalokban vokálozott. Ahogyan a dalok száma növekedett, a kislemez-gondolatból egy EP, majd egy egész album terve rajzolódott ki. A tíz dalt végül 1990 végén vették fel. A Temple of the Dog névre keresztelt lemez 1991 áprilisában az A&M records nyomdájából került forgalomba. Chris a dalokat kicsit Andy stílusában írta meg (ami a Soundgarden major-label debütáló lemeze, a Louder Than Love heavy hangzásához nehezen passzolt) (ez azonban már nem csak Andrew-ről szólt, úgyhogy nem igazán nevezhetjük emlék-munkának) amelyet Mike a '70-es évek gitárjátékával fűszerezett, majd Matt, Jeff és Stone meghintett egy kiváló alaphangzással.
Ezután McCready, Vedder, Stone, Ament és Dave Krusen megalakította a Pearl Jam-et. Ten címmel adták ki első lemezüket. A Soundgarden ismét heavy Badmotorfinger lemeze szintén egy '91-es darab.
A lemez igazán egy évvel később, a grunge zenei betörésekor keltett nagy érdeklődést. A Billboard 200 listáján #5 lett a lemez, és két kislemez, a Hunger Strike (amelynek videójában Eddie már teljes jogú csapattagként van bemutatva) #4 és a Say Hello 2 Heaven #5 lett. Szintén '92-ben volt még egy Temple koncert a Lollapalooza show keretében, ahol a Pearl Jam fellépés végén Chris belépett a közönség elé, és a csapat akkori dobosát (Dave Abbruzzese) felváltotta Matt. Lejátszották a Hunger Strike-ot és a Reach Down-t.
1996-ban felmerült még egy Temple lemez gondolata, de nem lett belőle semmi…
2003-ban azonban néhány koncerten összeállt még a zenekar pár szám erejéig.